# Mošeja Gurgi
Mošeja Gurgi (arabsko جامع قرجي) je sunitska islamska mošeja, ki stoji v Tripolisu v Libiji. Mošeja leži v središču starega Tripolisa (Medina) kot del kompleksa zgodovinskih stavb. Mošeja je pomembna turistična atrakcija, tako kot celotno območje; v bližini je rimski slavolok Marka Avrelija.

## Zgodovina
Mošejo je naročil Mustafa Gurgi in zgradil leta 1834. Tripolis je bil takrat pod osmanskim vladarjem Pašo Jusufom Karamanlijem, čigar vladavina je trajala od leta 1795 do 1832. Mošejo Gurgi je zgradil poveljnik mornariškega kapitana Mustafe Gurgija. Gurgi je arabska beseda, ki pomeni 'iz Gruzije'. Desno od vhoda je predprostor, v katerem so grobnice Gurgija in njegove družine. Zgodovinski spomenik združuje evropsko in islamsko geometrijo na način, ki združuje arhitekturne sloge iz več civilizacij v eno samo umetniško izjavo. Mošeja Mustafa Gurgija stoji v okrožju Bab al-Bahr, tik ob obali Sredozemskega morja. To mošejo, tako kot mošejo Ahmed paše Karamanlija, sestavljajo trije arhitekturni bloki: mošeja, grobnica in medresa. Ta mošeja ima dva vhoda, enega na zahodu na ulici Al-Akvaš in drugega na kratko ulico na severni strani.

## Opis
Zgodovinska znamenitost združuje evropsko in islamsko geometrijo v eno samo manifestacijo umetnosti in lepote ter združuje številne arhitekturne sloge iz različnih civilizacij. Njene stene in stebri so okrašeni z naravnim marmorjem, tla pa so prekrita z večbarvnimi ploščicami, kar ustvarja čudovito navdihujoče in privlačno zatočišče.
Minaret je bistveni arhitekturni sestavni del mošeje. Visok je približno 25 m in ima dva balkona iz pravega zelenega marmorja. Obokan vhod v mošejo je vgraviran s cvetličnimi motivi, prav tako molitvena dvorana z visokimi marmornimi stebri zagotavlja pomembne ustvarjalne rezultate. Mošeja Gurgi je zgrajena s 15 okrasnimi kupolami.
Obiskovalci lahko raziskujejo kaligrafijo na stenah, kjer so vpisani koranski odlomki v andaluzijski pisavi, kot tudi različne okraske geometrijskih oblik, rastlin in cvetov. Na dvorišču mošeje je, tako kot v drugih značilnih osmanskih mošejah, mavzolej za ustanovitelja in drugi objekti.